# Inge Bartsch
Inge Bartsch war eine deutsche Schauspielerin und Kabarettistin.

## Leben
Sie spielte unter anderem im Kurz-Spielfilm Ich sehe hell … ich sehe dunkel aus dem Jahr 1937/1938 die Rolle der Fräulein Limbock und sang im französischen Animationsfilm Reineke Fuchs (1929/1937) des polnischen Puppentrickfilmers Władysław Starewicz.
Sie unterrichtete Gesangskurse im Studio der UFA-Filmschule und trat in den 1930er Jahren in Berlin im politisch-literarischen Kabarett Die Katakombe unter der Leitung von Werner Finck auf. Am 8. Oktober 1933 trat sie beispielsweise bei einer Kabarett-Matinee in der heutigen Volksbühne am Rosa-Luxemburg-Platz auf.
Ihre Todesumstände sind unklar. Der polnische Dichter Konstanty Ildefons Gałczyński schrieb das Gedicht Inge Bartsch, aktorka, po przewrocie zaginiona wśród tajemniczych okoliczności zum Andenken an die Schauspielerin und über die rätselhaften Umstände ihres Verschwindens.